# زاک روجیرو
زاک روجیرو (انگلیسی: Zak Ruggiero؛ زادهٔ ۹ ژانویهٔ ۲۰۰۱) بازیکن فوتبال است.
از باشگاه‌هایی که در آن بازی کرده‌است می‌توان به باشگاه فوتبال کروتونه اشاره کرد.